# Peridontopyge montanus
Peridontopyge montanus är en mångfotingart som beskrevs av Demange och Jean-Paul Mauriès 1975. Peridontopyge montanus ingår i släktet Peridontopyge och familjen Odontopygidae. Inga underarter finns listade i Catalogue of Life.